# 横河武蔵野アトラスターズ
横河武蔵野アトラスターズ（よこがわむさしのアトラスターズ、英: Yokogawa Musashino Atlastars）は、東京都武蔵野市を本拠地とする社会人ラグビーチームである。トップイーストリーグAグループに所属。母体は横河電機。ホームグラウンドは、横河電機武蔵野グラウンドである。

## 概要
チーム名の「アトラスターズ（Atlastars）」は、｢Atlas｣と｢Stars｣からなる造語であり、最後に勝ち残るという思いを込めて「At last」も掛けている。
2008年のトップリーグ昇格時に現名称となった。クラブチーム化した後にNPO法人を立ち上げた同社のサッカー部（→横河武蔵野FC→東京武蔵野シティFC→現・東京武蔵野ユナイテッドFC）とは違い、2016年度までは横河電機本社のラグビー部（企業チーム）としての位置づけだったが、2017年2月24日にラグビー部の運営を一般社団法人「横河武蔵野スポーツクラブ」に委託した。これは企業スポーツ活動の新しい在り方として、地域密着型の総合地域スポーツクラブを目指して設立された。
2020年8月現在は、男女社会人チーム（男子：アトラスターズ、女子：アルテミスターズ）のほか、男女の15歳以下を対象としたアカデミーチーム、女子の18歳以下を対象としたユースチームを保有している。なお上述の通りNPOが別途運営していた東京武蔵野シティFCが、2020年8月にJリーグ昇格を正式に断念したことを受け、同サッカークラブの運営を2021年度から2022年度までに段階的に「横河武蔵野スポーツクラブ」に移譲し、同クラブのサッカー部として運営することが決まっていた が、その後2021年1月に、東京ユナイテッドFCを運営する一般社団法人CLUB LB&BRBとの合弁による新法人「株式会社東京武蔵野ユナイテッドスポーツクラブ」を設立し、その中で東京武蔵野ユナイテッドFCを運営することになったが、2023年7月に解消され、再び横河武蔵野スポーツクラブの単独運営に戻った。

## 歴史
1946年、横河電機製作所ラグビー部（呼称は横河電機または横河）が創部。2006年にラグビー部を「フラッグシップスポーツ」と定め、2008年にはチーム名を横河武蔵野アトラスターズに変更した。
1960年に発足した関東社会人リーグ の1部リーグに初年度から参加。翌1961年の秋季トーナメント では優勝も果たした古豪である。関東社会人リーグが東日本地域における社会人ラグビーのトップカテゴリーだった1960年から1987年までの間、全28シーズンで1部リーグに在籍した唯一のチームである。1988年に発足した東日本社会人リーグにも初年度から参加したが、3年目の1990年シーズンを最下位で終えると、関東社会人リーグ1部 に降格した。
1955年度には全国社会人大会に初出場した。以降、1989年度までの間に13回 の出場を果たし、ベスト4を4回（1955、1960、1962、1963年度）記録した。
2003年のトップリーグ開幕後は、2部リーグに相当するトップイースト10に所属した。初年度は10チーム中9位に終わったが、2004年に元日本代表の吉田義人がコーチに就任するとチームの成績は毎年向上し、2007-2008シーズンにトップイースト11（2006年にトップイースト10から改称）で全勝優勝してトップリーグ初昇格を決めた。しかし、2008-09シーズンのトップリーグを最下位で終え、わずか1年で自動降格した。
トップイーストリーグ降格後は、長らくトップイーストリーグ最上位リーグに在籍。入れ替え戦出場も後述する不祥事による不戦敗の影響があった2011-2012シーズンの1回だけだったが、2023-2024シーズンで入れ替え戦に敗れ一度は2部（Bグループ）への降格が決まっていたが、セコムラガッツとヤクルトレビンズがリーグワンへ参入するため繰り上げで1部（Aリーグ）残留となったが、翌2024-2025シーズンで再び入れ替え戦に敗れ、2部降格となった。

## 横河ヒューレット・パッカード
1963年、横河電機とヒューレット・パッカードの合弁会社として横河ヒューレット・パッカード株式会社が設立された。親会社である横河電機との関係でラグビー部の強化が図られ、全国社会人大会への出場実績もある。元社員には、ラグビー日本代表やラグビー協会役員もいた。特に早稲田大学ラグビー部で主将および監督として日本一を獲得した木本建治が有名である。
横河ヒューレット・パッカード（呼称は横河ヒューレット、横河HP、YHPなど）のラグビー部は、1963年の関東社会人リーグ（4部）に参加。1967年には1部リーグ昇格を果たした。1部リーグには通算8シーズン在籍し、最高成績は1977年の3位タイ であった。
全国社会人大会には1964年度の第17回大会に出場（初戦敗退）した実績がある。

## タイトル
最上位リーグ
なし
下位リーグ
- トップイースト11　優勝：1回（2007）

カップ戦
- 関東社会人リーグ[注 1]・秋季トーナメント[注 2]　優勝：1回（1961）

## 成績

### 全国社会人大会戦績

#### 横河電機の戦績
| 回 | 年度 | 地区   | 成績      | 試 | 勝 | 分 | 敗 | 得 | 失 | 差  | 備考                             |
| -- | ---- | ------ | --------- | -- | -- | -- | -- | -- | -- | --- | -------------------------------- |
| 8  | 1955 | 関東   | ベスト4   | 2  | 1  | 0  | 1  | 21 | 16 | 5   | 横河電機のチーム名で出場         |
| 9  | 1956 | 東京   | ベスト8   | 2  | 1  | 0  | 1  | 11 | 23 | -12 |                                  |
| 10 | 1957 | 東京   | 1回戦敗退 | 1  | 0  | 0  | 1  | 6  | 17 | -11 |                                  |
| 11 | 1958 | 東京   | ベスト8   | 2  | 1  | 0  | 1  | 30 | 6  | 24  |                                  |
| 13 | 1960 | 東京   | ベスト4   | 3  | 2  | 0  | 1  | 23 | 32 | -9  |                                  |
| 15 | 1962 | 東京   | ベスト4   | 3  | 2  | 0  | 1  | 47 | 25 | 22  |                                  |
| 16 | 1963 | 東京   | ベスト4   | 3  | 1  | 1  | 1  | 24 | 29 | -5  | 準々決勝は引分（抽選で上位進出） |
| 19 | 1966 | 東京   | 1回戦敗退 | 1  | 0  | 0  | 1  | 15 | 16 | -1  |                                  |
| 20 | 1967 | 東京   | 1回戦敗退 | 1  | 0  | 0  | 1  | 3  | 34 | -31 |                                  |
| 30 | 1977 | 東京   | 1回戦敗退 | 1  | 0  | 0  | 1  | 12 | 28 | -16 |                                  |
| 31 | 1978 | 東京   | ベスト8   | 2  | 1  | 0  | 1  | 58 | 22 | 36  |                                  |
| 42 | 1989 | 東日本 | 1回戦敗退 | 1  | 0  | 0  | 1  | 35 | 44 | -9  |                                  |

#### 横河ヒューレット・パッカードの戦績
| 回 | 年度 | 地区 | 成績      | 試 | 勝 | 分 | 敗 | 得 | 失 | 差 | 備考                                         |
| -- | ---- | ---- | --------- | -- | -- | -- | -- | -- | -- | -- | -------------------------------------------- |
| 17 | 1964 | 東京 | 1回戦敗退 | 1  | 0  | 0  | 1  | 10 | 14 | -4 | 横河ヒューレット・パッカードのチーム名で出場 |

### リーグ戦戦績

#### トップリーグ創設以前
| 年度 | 所属リーグ                        | Div. | 順位    | 試合 | 勝利 | 引分 | 敗戦 | 得点 | 失点 | 得失差 | 備考                                                    |
| ---- | --------------------------------- | ---- | ------- | ---- | ---- | ---- | ---- | ---- | ---- | ------ | ------------------------------------------------------- |
| 1960 | 関東社会人リーグ 秋季トーナメント | －   | 準優勝  | 5    | 4    | 0    | 1    | 55   | 28   | 27     | 1回戦・2回戦は不戦勝                                    |
| 1960 | 関東社会人リーグ 春季リーグ 1部   | 1部  | 4位     | 9    | 6    | 0    | 3    | 145  | 77   | 68     |                                                         |
| 1961 | 関東社会人リーグ 秋季トーナメント | －   | 優勝    | 5    | 5    | 0    | 0    | 131  | 39   | 92     | 2回戦から登場                                           |
| 1961 | 関東社会人リーグ 春季リーグ 1部   | 1部  | 4位     | 9    | 5    | 0    | 4    | 200  | 110  | 90     |                                                         |
| 1962 | 関東社会人リーグ 秋季トーナメント | －   | 準優勝  | 5    | 4    | 0    | 1    | ≥111 | ≥41  | 不明   | 2回戦から登場 3回戦のスコア不明                         |
| 1962 | 関東社会人リーグ 春季リーグ 1部   | 1部  | 3位     | 7    | 4    | 1    | 2    | ≥89  | ≥56  | 不明   | 1試合のスコア不明                                       |
| 1963 | 関東社会人リーグ 秋季トーナメント | －   | ベスト4 | 4    | 3    | 0    | 1    | 86   | 35   | 51     | 2回戦から登場                                           |
| 1963 | 関東社会人リーグ 春季リーグ 1部   | 1部  | 6位     | 7    | 2    | 0    | 5    | 68   | 123  | -55    |                                                         |
| 1964 | 関東社会人リーグ 秋季トーナメント | －   | ベスト8 | 3    | 2    | 0    | 1    | 74   | 18   | 56     | 2回戦から登場                                           |
| 1964 | 関東社会人リーグ 春季リーグ 1部   | 1部  | 4位     | 7    | 2    | 2    | 3    | 91   | 98   | -7     |                                                         |
| 1965 | 関東社会人リーグ 秋季トーナメント | －   | ベスト8 | 4    | 3    | 0    | 1    | ≥42  | ≥23  | 不明   | 1回戦のスコア不明                                       |
| 1965 | 関東社会人リーグ 春季リーグ 1部   | 1部  | 4位     | 7    | 3    | 1    | 3    | 85   | 85   | 0      |                                                         |
| 1966 | 関東社会人リーグ 秋季トーナメント | －   | ベスト8 | 4    | 3    | 0    | 1    | 30   | 43   | -13    | 1回戦・2回戦は不戦勝                                    |
| 1966 | 関東社会人リーグ 春季リーグ 1部   | 1部  | 4位     | 7    | 3    | 0    | 4    | 105  | 99   | 6      | 3チーム同率4位                                          |
| 1967 | 関東社会人リーグ 秋季トーナメント | －   | 3回戦   | 3    | 2    | 0    | 1    | 87   | 34   | 53     | 2回戦は不戦勝                                           |
| 1967 | 関東社会人リーグ 春季リーグ 1部-A | 1部  | 4位     | 4    | 1    | 0    | 3    | 43   | 90   | -47    |                                                         |
| 1968 | 関東社会人リーグ 秋季トーナメント | －   | ベスト4 | 5    | 4    | 0    | 1    | ≥23  | ≥22  | 不明   | 2回戦から登場 2回戦・3回戦・4回戦のスコア不明           |
| 1968 | 関東社会人リーグ 春季リーグ 1部-A | 1部  | 1位     | 4    | 3    | 0    | 1    | ≥25  | ≥25  | 不明   | 1試合のスコア不明 3チーム同率1位 優勝決定戦は実施されず |
| 1969 | 関東社会人リーグ 1部-A            | 1部  | 2位     | 4    | 3    | 0    | 1    | ≥84  | ≥31  | 不明   | 1試合のスコア不明                                       |
| 1970 | 関東社会人リーグ 1部-A            | 1部  | 4位     | 4    | 1    | 0    | 3    | 47   | 89   | -42    |                                                         |
| 1971 | 関東社会人リーグ 1部-A            | 1部  | 3位     | 4    | 1    | 0    | 3    | 50   | 78   | -28    | 3チーム同率3位                                          |
| 1972 | 関東社会人リーグ 1部-B            | 1部  | 2位     | 4    | 2    | 0    | 2    | 58   | 108  | -50    | 3チーム同率2位                                          |
| 1973 | 関東社会人リーグ 1部-B            | 1部  | 2位     | 4    | 2    | 0    | 2    | 38   | 54   | -16    | 3チーム同率2位                                          |
| 1974 | 関東社会人リーグ 1部-A            | 1部  | 4位     | 5    | 2    | 0    | 3    | 53   | 136  | -83    | 同率4位                                                 |
| 1975 | 関東社会人リーグ 1部-A            | 1部  | 4位     | 5    | 2    | 0    | 3    | 85   | 169  | -84    |                                                         |
| 1976 | 関東社会人リーグ 1部-A            | 1部  | 4位     | 5    | 2    | 0    | 3    | 117  | 104  | 13     |                                                         |
| 1977 | 関東社会人リーグ 1部-A            | 1部  | 4位     | 5    | 2    | 0    | 3    | 87   | 141  | -54    |                                                         |
| 1978 | 関東社会人リーグ 1部-A            | 1部  | 1位     | 5    | 4    | 0    | 1    | 137  | 111  | 26     | 3チーム同率1位 優勝決定戦に進出できず                   |
| 1979 | 関東社会人リーグ 1部-B            | 1部  | 1位     | 5    | 5    | 0    | 0    | 178  | 34   | 144    | 優勝決定戦でリコーに敗戦                                |
| 1980 | 関東社会人リーグ 1部-A            | 1部  | 1位     | 5    | 5    | 0    | 0    | 106  | 42   | 64     | 優勝決定戦で東京三洋に敗戦                              |
| 1981 | 関東社会人リーグ 1部-A            | 1部  | 3位     | 5    | 3    | 0    | 2    | 93   | 80   | 13     |                                                         |
| 1982 | 関東社会人リーグ 1部-B            | 1部  | 4位     | 5    | 1    | 1    | 3    | 52   | 108  | -56    |                                                         |
| 1983 | 関東社会人リーグ 1部-B            | 1部  | 4位     | 5    | 2    | 0    | 3    | 50   | 111  | -61    | 同率4位                                                 |
| 1984 | 関東社会人リーグ 1部-B            | 1部  | 3位     | 5    | 2    | 0    | 3    | 117  | 114  | 3      | 3チーム同率3位                                          |
| 1985 | 関東社会人リーグ 1部-B            | 1部  | 2位     | 5    | 4    | 0    | 1    | 84   | 45   | 39     |                                                         |
| 1986 | 関東社会人リーグ 1部-A            | 1部  | 3位     | 5    | 3    | 0    | 2    | 100  | 88   | 12     |                                                         |
| 1987 | 関東社会人リーグ 1部-B            | 1部  | 3位     | 5    | 3    | 0    | 2    | 109  | 128  | -19    |                                                         |
| 1988 | 東日本社会人リーグ                | 1部  | 8位     | 7    | 0    | 0    | 7    | 75   | 258  | -183   |                                                         |
| 1989 | 東日本社会人リーグ                | 1部  | 6位     | 7    | 1    | 0    | 6    | 148  | 276  | -128   | 3チーム同率6位                                          |
| 1990 | 東日本社会人リーグ                | 1部  | 8位     | 7    | 0    | 0    | 7    | 67   | 314  | -247   |                                                         |
| 1991 | 関東社会人リーグ 1部              | 2部  | 優勝    |      |      |      |      |      |      |        |                                                         |
| 1992 | 関東社会人リーグ 1部              | 2部  | 2位     |      |      |      |      |      |      |        |                                                         |
| 1993 | 関東社会人リーグ 1部              | 2部  | 3位     |      |      |      |      |      |      |        |                                                         |
| 1994 | 関東社会人リーグ 1部              | 2部  | 5位     |      |      |      |      |      |      |        | 同率5位                                                 |
| 1995 | 関東社会人リーグ 1部              | 2部  | 8位     |      |      |      |      |      |      |        |                                                         |
| 1996 | 関東社会人リーグ 1部              | 2部  | 8位     | 7    | 0    | 0    | 7    |      |      |        |                                                         |
| 1997 | 関東社会人リーグ 1部              | 2部  | 8位     | 7    | 1    | 0    | 6    |      |      |        |                                                         |
| 1998 | 関東社会人リーグ 1部-A            | 2部  | 5位     | 7    | 3    | 0    | 4    |      |      |        |                                                         |
| 1999 | 関東社会人リーグ 1部-A            | 2部  | 7位     | 7    | 1    | 0    | 6    |      |      |        |                                                         |
| 2000 | 関東社会人リーグ 1部-B            | 2部  | 4位     | 7    | 5    | 0    | 2    |      |      |        |                                                         |
| 2001 | 関東社会人リーグ 1部-B            | 2部  | 5位     | 7    | 4    | 0    | 3    |      |      |        |                                                         |
| 2002 | 関東社会人リーグ 1部-B            | 2部  | 4位     | 7    | 4    | 0    | 3    |      |      |        |                                                         |

#### トップリーグ創設以降
- 2003-2004シーズン トップイースト10 9位（1勝8敗）
- 2004-2005シーズン トップイースト10 8位（2勝6敗1分）
- 2005-2006シーズン トップイースト10 6位（3勝6敗）
- 2006-2007シーズン トップイースト11 4位（7勝3敗）
- 2007-2008シーズン トップイースト11 優勝（10勝）、トップチャレンジ1：2位、トップリーグへ自動昇格
- 2008-2009シーズン トップリーグ 12位（1勝12敗）トップイーストリーグへ自動降格
- 2009-2010シーズン トップイーストリーグ 2位（10勝1敗）、トップチャレンジ2：1位、トップリーグ入替戦：敗戦、トップイーストリーグ残留
- 2010-2011シーズン トップイーストリーグ 6位（6勝5敗）
- 2011-2012シーズン トップイーストリーグDiv.1 9位（1勝8敗[注 6]）、順位決定戦：1位、トップイーストリーグDiv.1残留
- 2012-2013シーズン トップイーストリーグDiv.1 7位（3勝6敗）
- 2013-2014シーズン トップイーストリーグDiv.1 2位（8勝1敗）、トップチャレンジ2：1位、トップチャレンジ1：4位、トップリーグ入替戦：敗戦、トップイーストリーグDiv.1残留
- 2014-2015シーズン トップイーストリーグDiv.1 6位（4勝5敗）
- 2015-2016シーズン トップイーストリーグDiv.1 8位（2勝7敗）
- 2016-2017シーズン トップイーストリーグDiv.1 6位（4勝5敗）
- 2017-2018シーズン トップイーストリーグDiv.1 3位[注 7]（7勝2敗）
- 2018-2019シーズン トップイーストリーグDiv.1 3位（6勝3敗）
- 2019-2020シーズン トップイーストリーグDiv.1 2位（8勝1敗）、リーグ再編に伴いトップイーストリーグAグループへ参入
- 2020-2021シーズン リーグ戦中止
- 2021-2022シーズン トップイーストリーグAグループ 4位（2勝6敗）、入替戦：勝利、トップイーストリーグAグループ残留
- 2022-2023シーズン トップイーストリーグAグループ 3位（5勝3敗）
- 2023-2024シーズン トップイーストリーグAグループ 4位（2勝6敗）、入替戦：敗戦、トップイーストリーグAグループ残留[注 8]
- 2024-2025シーズン トップイーストリーグAグループ 4位（2勝6敗）、入替戦：敗戦、トップイーストリーグBグループ降格

## 2021年度スコッド
2021年度のスコッドは次の通り。太字は今年度からの新加入選手。
- 主将　松下修士

| ポジション | 選手名                             | 出身校     | 代表 キャップ |
| ---------- | ---------------------------------- | ---------- | ------------- |
| PR         | 古澤陸                             | 明治学院大 |               |
| PR         | 渡邉正寛                           | 専修大     |               |
| PR         | 高田和輝                           | 帝京大     |               |
| PR         | 東森友宏                           | 東海大     |               |
| PR         | 増田瑛                             | 筑波大     |               |
| PR         | 藤涼雅                             | 明治大     |               |
| HO         | 清水新也                           | 早稲田大   |               |
| HO         | 佐藤公彦                           | 明治大     |               |
| LO         | 酒井亮八                           | 朝日大     |               |
| LO         | 正井伸幸                           | 明治学院大 |               |
| LO         | 坂本龍哉                           | 明治大     |               |
| LO         | 熊田裕太                           | 明治大     |               |
| LO         | 松野泰樹                           | 同志社大   |               |
| FL/No.8    | 清登明                             | 早稲田大   |               |
| FL/No.8    | マイケル・ピータース               | ？         |               |
| FL/No.8    | 大栗松長                           | 専修大     |               |
| FL/No.8    | 今要                               | 日本大     |               |
| FL/No.8    | 原島禅                             | 中央大     |               |
| FL/No.8    | 山田皓也                           | 日本大     |               |
| FL/No.8    | ジェイデン・トーア・マックスウェル | ？         |               |
| FL/No.8    | 柴大河                             | 明治大     |               |

| ポジション | 選手名     | 出身校     | 代表 キャップ |
| ---------- | ---------- | ---------- | ------------- |
| SH         | 那須光     | 東海大     |               |
| SH         | 古田泰丈   | 筑波大     |               |
| SH         | 大高将樹   | 立教大     |               |
| SO         | 大黒田健人 | 帝京大     |               |
| SO         | 村上晴太   | 東洋大     |               |
| SO         | 衣川翔大   | 慶應義塾大 |               |
| SO         | 渡邉夏燦   | 同志社大   |               |
| WTB        | 佐藤拓磨   | 青山学院大 |               |
| WTB        | 平間丈一郎 | 明治大     |               |
| WTB        | 廣渡将     | 明治大     |               |
| WTB        | 豊島直哉   | 東海大     |               |
| CTB        | 高橋大輔   | 帝京大     |               |
| CTB        | 松下修士   | 帝京大     |               |
| CTB        | 木元慎也   | 専修大     |               |
| CTB        | 小沢翔平   | 東海大     |               |
| FB         | 川村航     | 東京学芸大 |               |
| FB         | 青木大     | 東海大     |               |

### 2022年4月加入予定選手
- 山本渓太
- 金裕平
- 皆川祥汰

## 過去の所属選手
- 青井達也 - 元日本代表
- 植山信幸 - 元日本代表
- 神尾卓志
- 覺來弦
- 小池善行
- 笹田学 - 元日本代表
- 高橋悠太
- 田邉篤
- 夏井末春 - 元日本代表
- 宣原甲太
- ピエイ心羽マフィレオ - 元日本代表
- 平島正登 - 元日本代表
- フィリップ・オライリー - 元日本代表
- マウジョシュア
- 松永敏宏 - 元日本代表
- 安田真人 - 元日本代表
- 横井久 - 元日本代表監督
- ラディキ・サモ - 元オーストラリア代表
- レオ・ラファイアリ - 元サモア代表
- 渡辺登 - 元日本代表

## 所属選手の不祥事
2011年9月25日、試合中にスクラムの組み方を巡ってもめた際、東日本大震災の被災地・岩手県釜石市を拠点とする釜石シーウェイブスの選手に対し、横河の選手が「お前ら、震災で頭おかしくなったんちゃうか」と暴言を吐き、試合翌日から30日間の対外試合出場停止処分を受けた。その後の半月間も活動自粛したため、都合4試合を欠場することとなった。。